# Eriococcus granulatus
Eriococcus granulatus är en insektsart som beskrevs av Green 1931. Eriococcus granulatus ingår i släktet Eriococcus och familjen filtsköldlöss. Inga underarter finns listade i Catalogue of Life.